# Tosseryd
Tosseryd is een plaats in de gemeente Borås in het landschap Västergötland en de provincie Västra Götalands län in Zweden. De plaats heeft 215 inwoners (2005) en een oppervlakte van 26 hectare. Tosseryd wordt omringd door bos en de plaats grenst aan een klein meertje. De stad Borås ligt ongeveer vijf kilometer ten zuiden van Tosseryd.

## Verkeer en vervoer
Bij de plaats loopt de Riksväg 42.